# Lijst van nummer 1-hits in Zweden in 2020
Deze hits stonden in 2020 op nummer 1 in de Sverigetopplistan Single Top 100, de bekendste hitlijst in Zweden.
| Datum        | Artiest                  | Titel                            |
| ------------ | ------------------------ | -------------------------------- |
| 3 januari    | Yasin & Dree Low         | XO                               |
| 10 januari   | The Weeknd               | Blinding lights                  |
| 17 januari   | Hov1                     | Mitten av september              |
| 24 januari   | Victor Leksell           | Svag                             |
| 31 januari   | Victor Leksell           | Svag                             |
| 7 februari   | Victor Leksell           | Svag                             |
| 14 februari  | Victor Leksell           | Svag                             |
| 21 februari  | Victor Leksell           | Svag                             |
| 28 februari  | Victor Leksell           | Svag                             |
| 6 maart      | Victor Leksell           | Svag                             |
| 13 maart     | The Mamas                | Move                             |
| 20 maart     | Victor Leksell           | Svag                             |
| 27 maart     | The Weeknd               | Blinding lights                  |
| 3 april      | The Weeknd               | Blinding lights                  |
| 10 april     | The Weeknd               | Blinding lights                  |
| 17 april     | The Weeknd               | Blinding lights                  |
| 24 april     | The Weeknd               | Blinding lights                  |
| 1 mei        | The Weeknd               | Blinding lights                  |
| 8 mei        | Victor Leksell           | Svag                             |
| 15 mei       | The Weeknd               | Blinding lights                  |
| 22 mei       | The Weeknd               | Blinding lights                  |
| 29 mei       | The Weeknd               | Blinding lights                  |
| 5 juni       | Victor Leksell           | Svag                             |
| 12 juni      | Victor Leksell           | Svag                             |
| 19 juni      | Victor Leksell           | Svag                             |
| 26 juni      | Victor Leksell           | Svag                             |
| 3 juli       | Jawsh 685 & Jason Derulo | Savage love (Laxed - siren beat) |
| 10 juli      | Jawsh 685 & Jason Derulo | Savage love (Laxed - siren beat) |
| 17 juli      | Jawsh 685 & Jason Derulo | Savage love (Laxed - siren beat) |
| 24 juli      | Jawsh 685 & Jason Derulo | Savage love (Laxed - siren beat) |
| 31 juli      | Jawsh 685 & Jason Derulo | Savage love (Laxed - siren beat) |
| 7 augustus   | Jawsh 685 & Jason Derulo | Savage love (Laxed - siren beat) |
| 14 augustus  | Jawsh 685 & Jason Derulo | Savage love (Laxed - siren beat) |
| 21 augustus  | Jawsh 685 & Jason Derulo | Savage love (Laxed - siren beat) |
| 28 augustus  | Victor Leksell           | Svag                             |
| 4 september  | 24kGoldn & Iann Dior     | Mood                             |
| 11 september | 24kGoldn & Iann Dior     | Mood                             |
| 18 september | 24kGoldn & Iann Dior     | Mood                             |
| 25 september | 24kGoldn & Iann Dior     | Mood                             |
| 2 oktober    | 24kGoldn & Iann Dior     | Mood                             |
| 9 oktober    | 24kGoldn & Iann Dior     | Mood                             |
| 16 oktober   | 24kGoldn & Iann Dior     | Mood                             |
| 23 oktober   | 24kGoldn & Iann Dior     | Mood                             |
| 30 oktober   | 24kGoldn & Iann Dior     | Mood                             |
| 6 november   | Benjamin Ingrosso        | Långsamt farväll                 |
| 13 november  | 24kGoldn & Iann Dior     | Mood                             |
| 20 november  | Miriam Bryant & Yasin    | Ge upp igen                      |
| 27 november  | Miriam Bryant & Yasin    | Ge upp igen                      |
| 4 december   | Miriam Bryant & Yasin    | Ge upp igen                      |
| 11 december  | Miriam Bryant & Yasin    | Ge upp igen                      |
| 18 december  | Newkid                   | Du måste finnas                  |
| 25 december  | Mariah Carey             | All I want for Christmas is you  |